# Адзиев, Хизри Гамидович
Хизри Гамидович Адзиев (18 сентября 1937, с. Урахи, ДАССР — 8 июля 2011, Махачкала) — советский и российский учёный, политолог и социолог. Кандидат исторических наук, профессор. Академик Российской Академии социальных наук. Заслуженный работник высшей школы Российской Федерации, Заслуженный учитель Республики Дагестан, Заслуженный деятель науки Республики Дагестан.

## Биография
Родился 18 сентября 1937 г., в с. Урахи Сергокалинского района Дагестанской АССР. По национальности – даргинец.
В 1955 году окончил Урахинскую среднюю общеобразовательную школу.
В 1955 – 1958 гг  – служба в рядах Советской Армии.
В 1967 году окончил филологический факультет Дагестанского государственного университета.
В 1972 году окончил Высшую партийную школу при ЦК КПСС.
Скончался 8 июля 2011 года в возрасте 74 лет. Похоронен в селе Сергокала Сергокалинского района.

## Трудовая деятельность
В 1958 – 1960 гг – инструктор, заведующий общим отделом Сергокалинского райисполкома.
В 1960 – 1960 гг  – инструктор Дагестанского областного комитета ВЛКСМ.
В 1963 – 1965 гг – первый секретарь Сергокалинского райкома ВЛКСМ.
В 1965 – 1970 гг – секретарь Дагестанского областного комитета ВЛКСМ.
В 1972 – 1974 гг – инструктор Дагестанского областного комитета КПСС.
В 1974 – 1980 гг – лектор Дагестанского областного комитета КПСС.
В 1980 – 2011 гг – сотрудник Дагестанского государственного педагогического университета.

## Научная деятельность
Научная деятельность Х. Адзиева связана по проблемам межнациональных отношений, национально-культурного возрождения и развития нации и народностей, пропаганды культуры межнационального общения и межэтнических противоречий.
В 1974 году в Дагестанском государственном университете защитил диссертацию на соискание учёной степени кандидата исторических наук на тему: «Деятельность комсомольской организации Дагестана по трудовому воспитанию молодёжи»
С 1980 – 1990 гг – секретарь партийной организации Дагестанского государственного педагогического института.
В сентябре 1990 года создал и возглавил кафедру политологии и социологии ДГПУ. Он проработал на должности заведующего кафедрой вплоть до самой смерти.
В 1996 году ВАК РФ утверждён в учёном звании – профессора по кафедре политологии и социологии.
Под его руководством защищены 2 докторские и 7 кандидатских диссертаций.
Опубликовал более 190 научных публикаций, в том числе 18  монографий, более 20 учебно-методических пособий, среди которых:
- «Дагестан на рубеже веков: политика и идеология»
- «Республика Дагестан: национальная политика и межэтническое согласие»[5]
- «Национальная политика пореформенной России»
- «Российская семья: проблемы и тенденции развития»
- «Политология в схемах и таблицах»
- «Социология в схемах и таблицах»
- «Политология»
- «Социология»

Он также являлся заместителем председателя совета ДГПУ по общим гуманитарным и социально-экономическим  дисциплинам, членом ученого совета, членом президиума учебно-методического совета и др.
В 2001 году был избран член-корреспондентом, а в 2005 - действительным членом, академиком Российской Академии социальных наук.
Х.Г Адзиев публиковался в таких авторитетных журналах, как «Научный мир», «Народы Дагестана», «Дагестан», «Российская Федерация сегодня», «Свободная мысль», «Педагогика», «Социально-гуманитарные знания» и др.
За высокие показатели в научно-исследовательской и трудовой деятельности заслуги Х. Г. Адзиева отмечены государственными наградами и званиями, среди которых почётные звания: «Заслуженный работник высшей школы Российской Федерации», «Заслуженный учитель Республики Дагестан», «Заслуженный деятель науки Республики Дагестан».
В 1985 году Указом Президиума Верховного Совета СССР награждён орденом «Знак Почёта», имеет также медали «За трудовое отличие», «Ветеран труда».
Трижды был поощрён Почётными Грамотами Президиума Верховного Совета Дагестанской АССР, ЦК ВЛКСМ, Дагобкома ВЛКСМ, Дагобкома КПСС и др.